# Храм Апостолов Петра и Павла в Петровском-Разумовском
Храм апостолов Петра и Павла — утраченный православный храм в Москве, построенный в вотчине Нарышкиных и существовавший при Сельскохозяйственной академии в Петровско-Разумовском.

## История
Есть указание на рукопись Александровского, где утверждается, что после перехода имения Прозоровских к Нарышкиным к 1678 году в сельце Семчино уже появилась деревянная церковь в честь небесного покровителя царевича Петра, в связи с чем село получило затем первую часть своего названия — Петровское. Однако никаких указаний — ни документальных, ни вещественных — на существование такой церкви нет.
Ещё при жизни Кирилл Нарышкин передал вотчину жене Анне, которая на следующий год, 20 августа 1683 года, выделила 15 десятин земли под церковное строительство.
Каменный храм был выстроен к 1691 году, о чём свидетельствовал характер надписи на трёх колоколах церкви — «в помин мужа своего боярина Кирилла Полуектовича Нарышкина». Однако в приходную окладную книгу Патриаршего Казённого приказа храм был внесён только с 1693 года, в связи с чем историк Иван Токмаков указывал этот год годом окончания строительства. Тем не менее были случаи, когда церковь существовала уже 5—10 лет, а в окладные книги не вносилась. В клировых ведомостях до 1900 года обозначалось: «построена (церковь) когда и кем — неизвестно», а с 1900 года (при настоятеле протоиерее А. В. Мартынове) было записано: «Церковь построена в 1690—91 году Анною Леонтьевною Нарышкиной…».
Храм входил в состав Селецкой десятины.
Имение, дедовская вотчина по матери, пользовалось особым вниманием Петра, который пожертвовал в храм книгу «Апостол», изданную в 1684 году.
После 1746 года, когда граф Кирилл Разумовский женился на княгине Екатерине Нарышкиной, село получило свою вторую часть в наименовании. Религиозность была заметной чертой Разумовских; граф Кирилл был усердным строителем многих храмов. В 1784 году имение перешло по завещанию ко Льву Разумовскому, который в 1804 году пристроил северо-западный придел Казанской иконы Божией Матери, архитектурно стилизованный под главный храм, но с ампирным полукруглым иконостасом, тогда как в главном сохранялся шестиярусный барочный. Рядом с «местной» иконой Богоматери в главном иконостасе находилась икона с изображением святого Льва Катанского и преподобной Марии Египетской — святых, одноимённых владельцу и его жене. 
В 1812 году храм был разорён. 17 января 1813 года благочинный округа, священник села Всехсвятского Тимофей Яковлев освятил разграбленный и осквернённый храм — «тёплый» Казанский придел. Главный престол был освящён спустя четыре с половиной года — 17 июня 1817 года.
В 1850 году уже при новом владельце имения, содержавшем аптеку, лифляндском дворянине фон Шульце, благочинный священник Перлов доносил митрополиту Филарету о ветхости крыши и порче икон храма. Владелец имения не заботился о храме; в церковном архиве сохранилось прошение «священника Петровского храма Ф. Боголюбова, причта и старосты» разрешить израсходовать «церковную кошельковую сумму» на ремонт храма; в 1857—1859 годах прошения на продолжение ремонта повторялись. Фон Шульц с 1831 года стал уклоняться от выдачи руги членам причта.
После приобретения имения у Шульца казной храм был переименован в «домовую церковь»; настоятелем по штату «Петровской земледельческой и лесной академии» от 1865 года становился профессор богословия академии; 15 января 1866 года им назначен священник Иаков Головин. К этому времени храм был капитально отремонтирован: по проекту Николая Бенуа выстроено западное крыльцо; главный придел сделан тёплым; выстроена вновь ходовая терраса вокруг церкви с каменным парапетом. Следующий капитальный ремонт был при настоятеле Николае Елеонском в 1880—1881 годах; 5 апреля 1881 года он был освящён и открыт для богослужения. Характерной особенностью Петровско-Разумовского является сырость, поэтому ремонты храма были частыми. Новый капитальный ремонт (1-я половина 1896 года) был осуществлён настоятелем протоиереем Александром Мартыновым на средства привлечённого им из среды московского купечества щедрого жертвователя — ктитора храма с 1895 года по июнь 1898 годов — Николая Григорьева; было израсходовано 18 тысяч рублей.
В 1902 году настоятелем храма назначен Николай Боголюбский; в 1911 году настоятелем стал будущий священномученик Иоанн Артоболевский.
С конца 1917 года храм стал приходским; службы велись в Казанском приделе.
В 1922 году в ходе кампании по изъятию церковных ценностей из храма было изъято «1 пуд 38 фунтов 12 золотников серебра».
В 1927 году церковь была закрыта. К 1934 году здание было ликвидировано; на том месте, где были апсиды, прошла трамвайная линия. В 1947 году на месте храма был поставлен памятник Василию Вильямсу работы скульптора С. О. Махтина и архитектора И. А. Французова.

## Архитектурные особенности
По основному архитектурному типу храм был близок к обетным церквям, построенным Нарышкиными — Никольской церкви в селе Жолчино Рязанского уезда и небольшой Владимирской церкви у Никольских ворот Китай-города. Это позволило Игорю Грабарю, описавшему её в «Истории русского искусства» как образцовый памятник нарышкинского барокко, предположить, что строил их один зодчий.